# Someday (Alcazar)
Someday è un singolo del gruppo musicale eurodance svedese Alcazar, pubblicato nel luglio 2003 dall'etichetta discografica BMG.
La canzone che ha dato il titolo al singolo, terzo estratto dal secondo album del gruppo Alcazarized, è stata scritta da Orup, Stefan Olsson e Johan Kinde ed è stata prodotta dagli stessi Orup e Olsson.
Ha ottenuto un discreto successo in Svezia.

## Tracce
1. Someday (Original Version) - 4:28
2. Someday (Studia 54 Revival Remix) - 4:16

## Classifiche
| Classifica (2003) | Posizione raggiunta |
| ----------------- | ------------------- |
| Svezia            | 31                  |